# Biểu thị bằng màu sắc

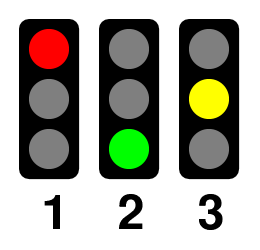
Đèn giao thông, một ví dụ về biểu thị bằng màu sắc

Biểu thị bằng màu sắc là một hình thức biểu thị thông tin bằng cách sử dụng nhiều màu sắc khác nhau.
Trước đây, biểu thị bằng màu sắc được ứng dụng trong giao tiếp khoảng cách xa bằng những lá cờ, ví dụ như truyền tin semaphore. Vương quốc Anh đã có quy ước về màu sắc để phục vụ cho việc này, trong đó màu đỏ biểu hiện sự nguy hiểm và màu trắng biểu hiện sự an toàn, nhiều màu khác cũng được quy ước tương tự.
Khi hóa học và các công nghệ khác phát triển, việc sử dụng màu sắc để đánh dấu các vật có vẻ bề ngoài giống nhau trở nên phổ biến hơn, ví dụ như trong hệ thống dây điện hay thuốc viên.
Màu sắc còn được dùng để biểu hiện các cấp độ khác nhau, chẳng hạn như quy ước về màu trong Hệ thống Cảnh báo An ninh Nội địa Hoa Kỳ. Tương tự, mã khẩn cấp bệnh viện (hospital emergency codes) thường kết hợp sử dụng màu sắc (ví dụ như mã xanh dương báo hiệu một trường hợp khẩn cấp y tế xảy ra trong bệnh viện như ngưng tim), dù thông thường chúng cũng có thể kèm theo số và có thể không tuân theo một tiêu chuẩn thống nhất nào.
Biểu thị bằng màu sắc có một số vấn đề nhất định. Trên giấy tờ và bảng chỉ dẫn, việc sử dụng màu sắc có thể khiến người đọc bị phân tâm, không chú ý vào các văn bản đen trắng. Đối với người mù màu và người mù, hình thức biểu thị này khó có thể sử dụng và ngay cả với người bình thường, sử dụng quá nhiều màu sắc để biểu thị thông tin dễ gây nhầm lẫn trong nhiều trường hợp có hai màu gần giống nhau.